# Bolbosoma thunni
Bolbosoma thunni är en hakmaskart som beskrevs av Hiroshi Harada 1935. Bolbosoma thunni ingår i släktet Bolbosoma och familjen Polymorphidae. Inga underarter finns listade i Catalogue of Life.